# CoVLP
CoVLP — кандидат на вакцину проти COVID-19, який виробляється спільно компаніями «Medicago Inc.» та «GlaxoSmithKline». Ця вакцина розроблена на основі вірусоподібних часток, подібних до коронавірусу, вирощених на австралійській рослині Nicotiana benthamiana. Метод «Medicago», застосований для виробництва «CoVLP», названий технологією «молекулярного рослинництва», та розглядається як швидка, недорога та безпечна технологія. Цей метод запропонований спеціально для розробки вакцин проти COVID-19.
Станом на січень 2021 року кандидат на вакцину від COVID-19 «CoVLP» проходив клінічне дослідження II—III фази у Канаді та США, в якому брали участь 30918 осіб.

## Опис
«CoVLP» є прикладом вірусоподібної вакцини, що складається з молекулярного комплексу, який дуже нагадує вірус, проте не є заразним, оскільки не містить вірусного генетичного матеріалу. У ньому використовуються рекомбінантні білки шиповидних відростків оболонки вірусу, отримані з вірусу SARS-CoV-2. Вірусоподібні частинки утворюються шляхом створення бактерії, в геном якої введені гени вірусу, а пізніше бактерії вирощуються на рослині Nicotiana benthamiana. Рослини поглинають генетичний матеріал вірусу, що надходить від бактерій, та виробляють у листі вірусоподібні частинки, які пізніше відбирають та екстрагують.
Застосовуваний з 90-х років ХХ століття, метод використання такої рослини, як N. benthamiana, називали «молекулярним рослинництвом» або «фабрикою на рослинній основі», й цей метод має переваги у виробництві вакцин у швидкості, низьких витратах на виробництво білків, можливості великій виробництва у великих масштабах, та безпечності використання рослин для фармацевтичного виробництва. Саме цей метод запропоновано для виробництва вакцин проти COVID-19.

## Виробництво
Компанія «Medicago» виробляє кандидата на вакцину проти COVID-19 «CoVLP» у співпраці з урядами Канади та Квебеку, у його виробництві застосовується ад'ювант виробництва компанії «GlaxoSmithKline». Ад'ювант призначений для посилення імунної відповіді на вакцину, зменшуючи кількість необхідної кількості антигену в одній дозі вакцини, що сприяє масовості виробництва вакцини.

## Клінічні дослідження

### І фаза
У серпні 2020 року проходило клінічне дослідження I фази кандидата у вакцини «CoVLP» у двох містах у Квебеку для оцінки безпеки та імунної відповіді кандидата у вакцини.

### ІІ-ІІІ фази
У листопаді 2020 року компанії «Medicago» та «GlaxoSmithKline» розпочали проведення клінічного дослідження II—III фази кандидата у вакцини «CoVLP», у якому взяли участь 30918 осіб, у трьох провінціях Канади та трьох містах у США. Очікувана дата завершення дослідження II—III фази — квітень 2022 року.